# Adenophorea
Classe
Les Adenophorea sont une classe de nématodes (les nématodes sont un embranchement de vers non segmentés, recouverts d'une épaisse cuticule et menant une vie libre ou parasitaire).

## Liste des sous-classes
- Chromadoria
- Enoplia

Ce groupe est maintenant considéré comme étant paraphylétique. La classe des Enoplia est maintenant remplacée par celle des Enoplea et les Chromadoria sont remplacés par la classe des Chromadorea.